# Golaten
Golaten is een plaats en voormalige gemeente in het Zwitserse kanton Bern. De gemeente maakte deel uit van het district Bern-Mittelland tot op 1 januari 2019 Golaten werd de gemeente Kallnach in het district Seeland.
Golaten telt 313 inwoners.